# Xã Lowe, Quận Moultrie, Illinois
Xã Lowe (tiếng Anh: Lowe Township) là một xã thuộc quận Moultrie, tiểu bang Illinois, Hoa Kỳ. Năm 2010, dân số của xã này là 1.723 người.